# عدد أولي آمن
عدد أولي آمن هو عدد أولي يكب على الشكل 2p + 1 حيث p عدد أولي أيضا. في هاته الحالة، يسمى p عددا أوليا لصوفي جيرمين. الأعداد الأولية الآمنة الأولى هي :

5، 7، 11، 23، 47، 59، 83، 107، 167، 179، 227، 263, 347, 359, 383, 467, 479, 503, 563, 587, 719, 839, 863, 887, 983, 1019, 1187, 1283, 1307, 1319, 1367, 1439, 1487, 1523, 1619, 1823, 1907.